# Cerme Lor
Cerme Lor is een bestuurslaag in het regentschap Gresik van de provincie Oost-Java, Indonesië. Cerme Lor telt 3030 inwoners (volkstelling 2010).